# رودخانه (فیلم ۱۹۸۴)
رودخانه (انگلیسی: The River) فیلمی به کارگردانی مارک رایدل است که در سال ۱۹۸۴ منتشر شد. از بازیگران آن می‌توان به مل گیبسون، سیسی اسپیسک، اسکات گلن، جیمز تولکان و بیلی گرین بوش اشاره کرد.